# Красная линия (Чикаго)
Красная линия (англ. Red Line) (также называется Howard — Dan Ryan) — линия Чикагского метрополитена.
Является самой загруженной линией метро, обслуживающей каждый будний день приблизительно 230 434 человек. Длина линии составляет 34 км. На линии располагаются 34 станции. Линия начинает свой маршрут со станции «Ховард» на северной окраине города, далее пролегает через центр Чикаго и заканчивается на станции «95-я улица — Дэн Райан» на юге города.

## История
Красная линия была создана в 1993 году, когда CTA принял цветную номенклатуру для всех маршрутов метро.
Старая часть маршрута была открыта 31 мая 1900 года в северной части города между Уилсон-Авеню, Бродвеем и Петлей (англ. Loop). Позже маршрут был продлён до Центральной улицы в Эванстоне (16 мая 1908 года). В ноябре 1913 года линия пересекла Луп, а в 1922 году была продлена до Леланд-Авеню и Говард-стрит.

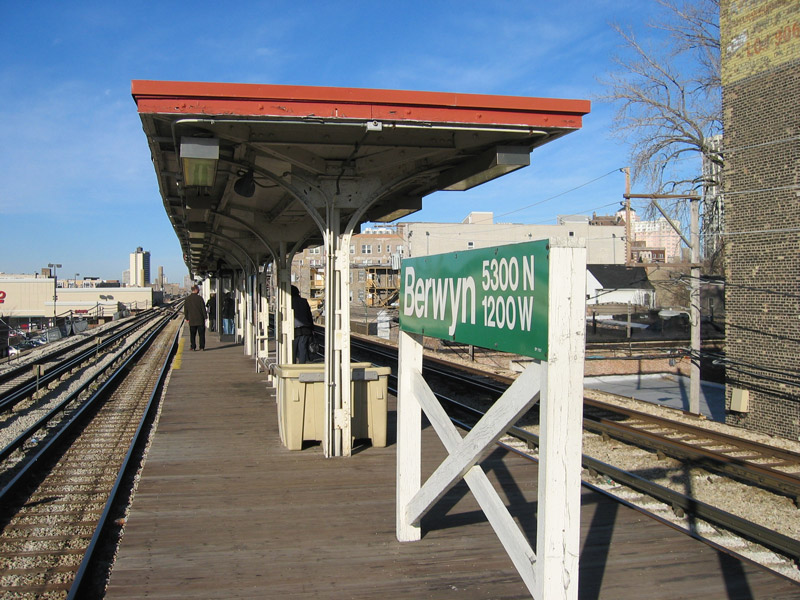
«Бервин» — типовая станция северной части линии

### Хронология пусков/закрытий
| Участок                                         | Дата пуска/закрытия  | Кол-во станций |
| «Уилсон» — «Фуллертон»                          | 31 мая — 7 июня 1900 | 8              |
| «Ховард» — «Аргайл» (без станции «Торндейл»)    | 16 мая 1908          | 8              |
| «Торндейл»                                      | 14 февраля 1915      | 1              |
| «Лоуренс»                                       | 27 февраля 1923      | 1              |
| «Север — Клайборн» — «Рузвельт»                 | 17 октября 1943      | 9              |
| Закрытие станций «Buena» «Grace» «Clark»        | 1 августа 1949       | 3              |
| «Чермак — Чайнатаун» — «95-я улица — Дэн Райан» | 28 сентября 1969     | 9              |
| «Лейк»                                          | 18 ноября 1997       | 1              |
| Закрытие станции «Вашингтон»                    | 23 октября 2006      | 1              |
|                                                 | Всего:               | 33 станции     |

## Трассировка

### Действующие станции
Ховард   | Джарвис | Морзе | Лойола  | Гранвилл  | Торндейл | Брин-Мор | Бервин | Аргайл | Лоуренс | Уилсон | Шеридан | Аддисон  | Бельмонт  | Фуллертон  | Север — Клайборн | Кларк — Округ | Чикаго  | Гранд  | Лейк   | Монро | Джексон  | Гаррисон | Рузвельт   | Чермак — Чайнатаун  | Сокс — 35-я улица   | 47-я улица  | Garfield | 63-я улица | 69-я улица  | 79-я улица  | 87-я улица | 95-я улица — Дэн Райан 
- станция доступна для использования людьми с ограниченными двигательными способностями
- станция с автомобильной парковкой
- пересадка на поезда системы METRA

### Северная часть линии

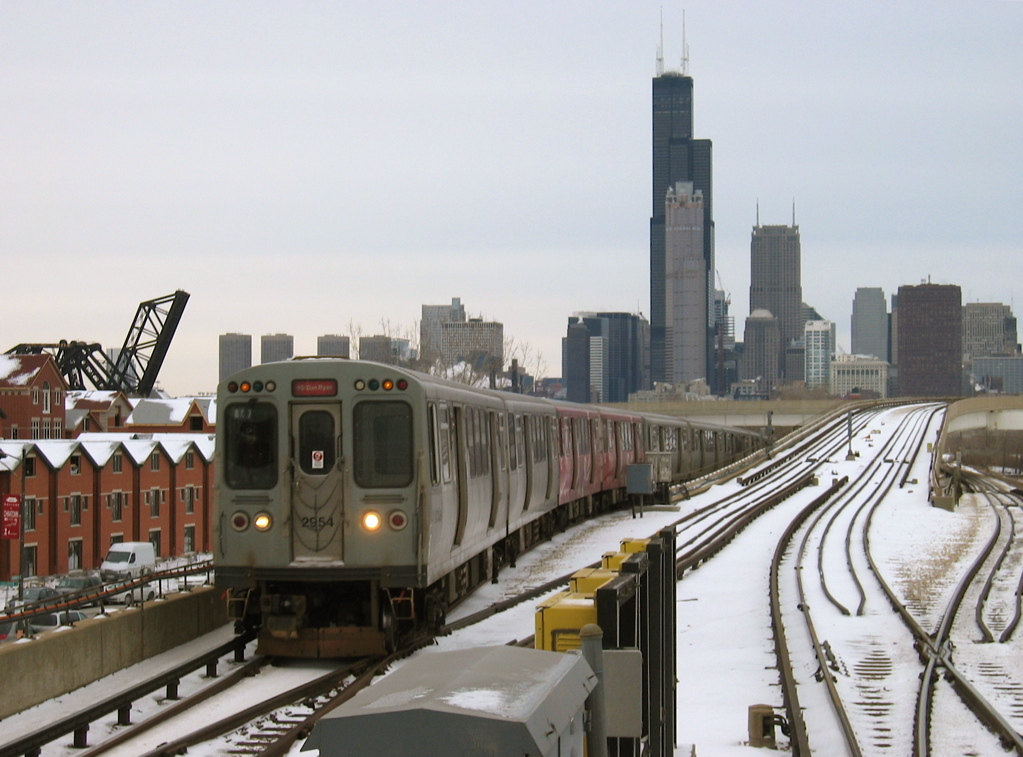
Поезд около станции Cermak-Chinatown

В северной части линии конечной станцией является станция «Ховард», расположенная в Rogers Park в пригороде Чикаго (северная граница города). Линия, проходящая в юго-восточном направлении на 1 км западнее берега озера, расположена на эстакадах и, доходя до улицы Touhy Avenue, поворачивает на юг, проходя вдоль Glenwood Avenue, до станции «Морзе». Далее линия изгибается на восток к Sheridan Road, проходит рядом с университетом Чикаго и уходит параллельно Broadway Avenue на восток до Leland Avenue. Затем пути перестают идти по бетонным конструкциям и переходят на стальные эстакады, пролегая рядом с кладбищем Грейсленд, Irving Park Road и Sheffield Avenue.
Пути Коричневой линии примыкают к Красной линии в северной части станции «Бельмонт».
От станции «Бельмонт» до Armitage Avenue поезда Красной и Коричневой линий двигаются рядом друг с другом по четырём путям.

## Подвижной состав
В настоящее время парк вагонов красной линии составляют только вагоны серии 2600, построенные компанией Budd Company. При нехватке составов в час пик, на линии иногда действуют поезда 2400 серии с Фиолетовой линии, обслуживая линию в смешанных составах с вагонами 2600 серии. Также как и Синяя линия, Красная работает круглосуточно. В час пик поезда включают 8 вагонов, а интервал следования поездов составляет от четырёх до шести минут. В утренние часы используются четырёх-, восьмивагонные составы, следующие с интервалом в 15 минут.